# 1179

## أحداث
- مجمع لاتيران الثالث يدين الولدانيين والكاثار بالهرطقة، ويستهل إصلاح الحياة الدينية، وينشئ أول «غيتو» لليهود.

## مواليد
- سنوري سترلسون

## وفيات
- محمد بن محرز الوهراني